# Байсалова, Зоя Семис-ооловна
Зоя Семис-ооловна Байсалова (настоящая фамилия — Амыр-Донгак; 15 апреля 1953 — 4 декабря 2003) — поэтесса, прозаик.

## Биография
Родилась в селе Шеми Дзун-Хемчикского района Тувинской АССР в семье сельского бухгалтера. Окончила Литературный институт им. М. Горького. Работала корреспондентом газеты «Тыванын аныяктары», радиожурналистом телерадиокомпании Республики Тыва. Литературную деятельность начала в 1975 г.. Работает в поэзии и прозе. Первое стихотворение «Скучаю по тебе» напечатано в 1975 году в газете «Тыванын аныяктары». Автор сборников стихов «Звонкий перекат»(1979), «Два сердца»(1992), прозаической книги «Незаконнорожденный» («Сурас»), повести «Женщина в степи». Главная тема её творчества — темы любви, верности, Родины, чести. Её стихи переведены на русский язык. Член Союза журналистов России, Союза писателей России (1994). Умерла в 2003 году.

## Основные публикации
- «Звонкий перекат»(1979): стихи
- «Два сердца»(1992): стихи
- «Незаконнорожденный»: повесть
- «Женщина в степи»: повесть
- «Венгерские яблоки»: рассказ-новелла
- «Как дерево, убитое грозой»: стихотворение
- «От родной земли»: стихи
- «Весенние мотивы» (1994) и др.